# ماناکر
ماناکر (به اسپانیایی: Manacor) یک شهرستان در اسپانیا است که در Llevant واقع شده‌است.

## خصوصیات
ماناکر ۲۶۰٫۳۱ کیلومترمربع مساحت و ۳۹٬۴۳۴ نفر جمعیت دارد و ۸۰ متر بالاتر از سطح دریا واقع شده‌است.